# The Fighting Skipper

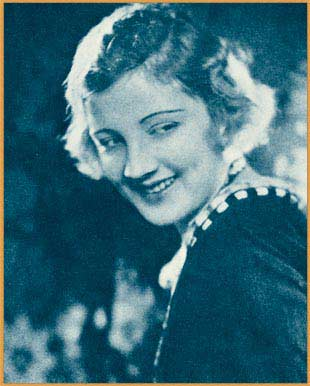
Peggy O'Day, atriz do seriado

The Fighting Skipper é um seriado estadunidense de 1923, gênero Aventura, dirigido por Francis Ford, em 15 capítulos, estrelado por Peggy O'Day, Francis Ford e Jack Perrin. Produzido e distribuído pela Arrow Film Corporation, veiculou nos cinemas estadunidenses entre 30 de abril a 7 de junho de 1923.
Este seriado é considerado perdido.

## Sinopse
Uma aventura em uma ilha dos mares do sul, relata a história de Skipper, uma jovem lutando por sua herança, o mapa de uma fortuna escondida em Thunder Island. Há uma meia-irmã malvada (também interpretada por O’Day) e um jovem honesto, que vem em auxílio de Skipper várias vezes durante os 15 capítulos. 

## Elenco
- Peggy O'Day - Skipper
- Jack Perrin
- William White (creditado Bill White)
- Francis Ford
- Steve Murphy

## Capítulos
1. Pirates of Pedro
2. Harbor of Hate
3. Pirates' Playground
4. In the Fog
5. Isle of Intrigue
6. Trapped
7. Silent Valley
8. House of Mystery
9. Snowbound
10. The Mystery Car
11. Across the Border
12. Secret of Bouy nº 3
13. Human Plunder
14. Lost Island
15. Love and Law

Fonte: